# اچ‌ام‌ای‌اس ومرا
اچ‌ام‌ای‌اس ومرا (به انگلیسی: HMAS Woomera) یک کشتی بود که طول آن ۱۲۵ فوت (۳۸ متر) بود. این کشتی در سال ۱۹۴۵ ساخته شد.